# You Just Gotta Love Christmas
You Just Gotta Love Christmas è l'ottavo album in studio (il primo natalizio) da solista del cantante statunitense Peter Cetera, pubblicato nel 2004.

## Tracce
1. Let It Snow – 2:59
2. Christmas Song – 3:36
3. Santa Claus Is Coming to Town – 3:10
4. Blue Christmas (con Claire Cetera) – 3:19
5. Deck The Halls (con Alison Krauss) – 3:10
6. I'll Be Home for Christmas – 2:40
7. You Just Gotta Love Christmas – 3:17
8. Jingle Bells – 3:36
9. God Rest Ye Merry Gentlemen – 3:01
10. Winter Wonderland (con Claire Cetera) – 2:57
11. Something that Santa Claus Left Behind – 3:56
12. Alone for the Holidays – 3:58